# گیتا (فیلم)
گیتا فیلمی به کارگردانی مسعود مددی، نویسندگی میترا تیموریان و مسعود مددی و تهیه‌کننده مجید شیخ انصاری محصول سال ۱۳۹۴ است. این فیلم در تاریخ ۱ دی ۱۳۹۵ در سینماهای ایران اکران شده است.
فیلم گیتا برای حضور در بخش نگاه نو سی و چهارمین دوره جشنواره فیلم فجر پذیرفته شده است.

## خلاصه داستان
گیتا مادر متین است و به او دلبستگی زیادی دارد. او و همسرش امیر دل‌مشغولی‌های زندگی ساده خود را دارند. گیتا بعد از گذشت دو سه سال از رفتن پسرش متین به خارج از کشور هنوز به شدت دلتنگ است و دوری او را برنمی‌تابد. فارغ از همه تدابیر و دلخوشی‌های ساده آن‌ها، سرنوشت تغییرات پیچیده و غیرمنتظره‌ای برایشان رقم می‌زند. پس از حادثه‌ای که برای متین پیش می‌آید، گیتا تلاش می‌کند تا با این موضوع کنار بیاید، اما با گذر زمان متوجه واقعیت‌های جدیدی می‌شود.

## بازیگران
- مریلا زارعی در نقش گیتا
- حمیدرضا آذرنگ در نقش امیر
- سارا بهرامی در نقش نسترن
- بهناز جعفری در نقش فرزانه
- نادر فلاح در نقش فرهاد
- یلدا قشقایی در نقش سوسن
- رامین افشاری در نقش متین
- کتایون سالکی در نقش شبنم
- محمدحسین محمدیان در نقش کیان
- گلناز عباسی